# Susana Correa
Susana Correia Borrero (Cáli, Vale do Cauca; 12 de agosto de 1962) é uma engenheira industrial formada pela Pontifícia Universidade Javeriana e especialista em Administração de Negócios e Gerencia formada pela Universidade de Harvard. Atualmente é Senadora da Colômbia.

## Biografia
Susana Correia Borrero, é a terceira de três irmãos. É filha do industrial Álvaro Correia Holguín e de Helena Borrero Borrero. Atualmente divorciada, tem como única filha Daniela Mejía Correia.
Após terminar seu bacharelado em engenharia industrial na Pontifícia Universidade Javeriana de Bogotá, os complementou com uma especialização em Administração de Negócios e Gerencia em Harvard e um diplomado de Alta Gerencia no prestigioso Instituto Tecnológico de Massachusetts.
Susana também gerenciou a organização dos Jogos Mundiais de 2013 realizados no Cali.

## Senadora da República
Nas Eleições legislativas da Colômbia de 2014, foi eleita Senadora da Colômbia pelo Centro democrático, partido político liderado pelo ex-presidente da República de Colômbia, Álvaro Uribe e que na atualidade é o principal partido da oposição ao governo do presidente Juan Manuel Santos, além de partido do presidente eleito em 2018, Iván Duque Márquez, que tomará posse no dia 7 de agosto.